# David di Donatello 1979
La 24a edició dels premis David di Donatello, concedits per l'Acadèmia del Cinema Italià va tenir lloc el 20 d'octubre de 1979 al Teatro dell'Opera di Roma. El premi consistia en una estatueta dissenyada per Bulgari.

## Guanyadors

### Millor pel·lícula
- Cristo si è fermato a Eboli, de Francesco Rosi (ex aequo)
- Dimenticare Venezia, de Franco Brusati (ex aequo)
- L'albero degli zoccoli, d'Ermanno Olmi (ex aequo)

### Millor director
- Francesco Rosi - Cristo si è fermato a Eboli

### Millor argument
- No atorgat

### Millor productor
- No atorgat

### Millor actriu
- Monica Vitti - Amori miei

### Millor actor
- Vittorio Gassman - Caro papà

### Millor músic
- No atorgat

### Millor actriu estrangera
- Ingrid Bergman - Sonata de tardor (Höstsonaten) (ex aequo)
- Liv Ullmann - Sonata de tardor (Höstsonaten) (ex aequo)

### Millor actor estranger
- Richard Gere - Days of Heaven (ex aequo)
- Michel Serrault - Casa de boges (La cage aux folles) (ex aequo)

### Millor director estranger
- Miloš Forman - Hair (Hair)

### Millor guió estranger
- Terrence Malick - Days of Heaven

### Millor pel·lícula estrangera
- Natvris khe, de Tenguiz Abuladze

### Millor banda sonora estrangera
- Galt MacDermot - Hair (Hair)

### David Europeu
- Franco Zeffirelli

### David Luchino Visconti
- Rainer Werner Fassbinder

### David di Donatello a la carrera
- Amedeo Nazzari

### David especial
- Daniele Costantini, per la seva primera direcció a Una settimana come un'altra
- Claudia Weill, per la seva primera direcció a Girlfriends
- Stefano Madia, per la seva interpretació a Caro papà
- Romy Schneider, per la seva interpretació a Une histoire simple